# Бирюков, Дмитрий Вадимович
Дмитрий Вадимович Бирюков (род. 21 августа 1957 года, в ряде источников указан 1956 год рождения, Москва, СССР) — российский журналист, медиамагнат, издатель, совладелец холдинга «Семь дней». Член Общественной палаты РФ с 2008 года.

## Биография

### Образование
Окончил Московский государственный институт международных отношений (международная журналистика).

### Карьера
С 1979 года по 1981 год работал в Государственном комитете СССР по телевидению и радиовещанию редактором Главной редакции информации (программа «Маяк»).
С 1981 года по 1986 год работал корреспондентом Гостелерадио СССР в Индии.
С 1986 года по 1991 год работал редактором международного отдела, заместителем редактора отдела публицистики в журнале «Огонёк».
С 1991 года по 1992 год занимал пост шеф-редактора газеты «Нью-Йорк Таймс».
С 1993 года занимал должность вице-президента АООТ «РТВ-ПРЕСС».
Владел журналом «ТВ-Парк» (на паях, совместно с Сергеем Лисовским).
В 1994 году возглавил ЗАО «ТВ-Парк».
С октября 1995 года по июнь 2020 года занимал пост президента издательства «Семь Дней», входящего в холдинг «Газпром-медиа».
13 апреля 2001 года на бизнесмена совершено покушение (в машину медиамагната бросили бутылку с зажигательной смесью): Бирюков обвинил в преступлении Владимира Гусинского.
В 2011 году награждён Орденом Почёта

## Семья
- Отец — Вадим Осипович Бирюков (1 июля 1932 — убит 22 марта 1997)[8] — заместитель генерального директора ООО «Издательство „Пресс-Контакт“» (ранее главный редактор англоязычного издания журнала «Деловые люди»)[6].
  - Брат — владелец автосалона в Битце[6].
  - Супруга — Екатерина Робертовна Рождественская, известна своей «Частной коллекцией» в журнале «Караван историй», её работы печатались и в других журналах издательского дома «Семь дней»[9].
    - Трое сыновей:
    - Алексей (род. 1986) — музыкант[10][11], закончил экономический факультет;
    - Дмитрий (род. 1989), занимался картингом;
    - Данила (род. 2001).